# Psathyrostachys daghestanica
Psathyrostachys daghestanica är en gräsart som först beskrevs av Mikhail Aleksandrovich Alexeenko och Jurij Nikolajevitj Voronov, och fick sitt nu gällande namn av Sergej Arsenjevitj Nevskij. Psathyrostachys daghestanica ingår i släktet Psathyrostachys och familjen gräs. Inga underarter finns listade i Catalogue of Life.